# Mercedes-Benz M112 двигун
| M112                           | M112 |
| ------------------------------ | --- |
|                                | |
| Виробник:                      | Mercedes-Benz |
| Марка:                         | M112 |
| Тип:                           | V6 |
| Робочий об'єм:                 | 2.4 л - (2,398 куб.см) 2.6 л - (2,597 куб.см) 2.8 л - (2,799 куб.см) 3.2 л - (3,199 куб.см) 3.7 л - (3,724 куб.см) см3 |
| Максимальна потужність:        | 170–354 к.с. к.с. (25–260 кВт кВт )                                                                                    |
| Максимальний обертовий момент: | 225–450 Н⋅м (166–332 lb⋅ft) Н·м                                                                                        |
| Циліндрів:                     | 6 |
| Клапанів:                      | 18 |
| Хід поршня:                    | 68.2 мм (2.69 дюйма) 84 мм (3.31 дюйма) мм                                                                             |
| Діаметр циліндра:              | 83.2 мм (3.28 дюйма) 97 мм (3.82 дюйма) мм                                                                             |
| Ступінь стиску:                | 10,0:1 |
| Система живлення:              | Послідовне впорскування палива                                                                                         |
| Охолодження:                   | рідинне охолодження |
| Газорозподільний механізм:     | SOHC, 3 клапана на циліндр                                                                                             |
| Матеріал блоку циліндрів:      | Алюмінієві сплави |
| Матеріал ГБЦ:                  | Алюмінієві сплави |
| Тактність (число тактів):      | 4 |
| Червона зона:                  | 6,000-6,400 об/хв |
| Рекомендоване паливо:          | Бензин |

Mercedes-Benz M112 — бензиновий 4-тактний автомобільний поршневий двигун V6 внутрішнього згоряння з іскровим запалюванням, який використовувався у 2000-х роках. Представлений у 1998 році, це був перший двигун V6, коли-небудь створений Mercedes. Трохи пізніше було представлено споріднений M113 V8.
Усі вони виготовляються в Бад-Канштатті, Німеччина, за винятком наддувного C32 AMG, який збирають у Аффальтербаху, Німеччина.
Усі двигуни M112 мають силіконово-алюмінієві (алюсілові) блоки двигунів із кутом повороту 90°. Алюмінієві головки циліндрів SOHC мають 3 клапани на циліндр. Усі вони використовують послідовне впорскування палива з двома свічками запалювання на циліндр. Усі вони мають ковані сталеві шатуни, цільний литий розподільний вал, покриті залізом алюмінієві поршні та магнієвий впускний колектор. Щоб усунути проблеми з вібрацією 90-градусного V6, у блоці двигуна між рядами циліндрів було встановлено балансирний вал. Це фактично усунуло проблеми вібрації першого та другого порядку (див. баланс двигуна). Для оптимізації гнучкості двигуна встановлено впускний колектор подвійної довжини зі змінною довжиною.

## E24
E24 — це 2,4 л (2 398 см3) версія. Діаметр циліндра і хід поршня 83,2 мм × 73,5 мм (3,28 дюйм × 2,89 дюйм). Двигун видає 168 гальм. к. с. (125 кВт; 170 PS) о 5900 об / хв і 225 Н⋅м (166 фунт⋅фут) крутного моменту між 3000 і 5500 об/хв. Ступінь стиснення 10,0:1.
Застосування:
- 1996–2000 W202 C 240
- 1998–2000 W210 E 240

## E26
E26 — це 2,6 л (2 597 см3) версія. Діаметр циліндра і хід поршня 89,9 мм × 68,2 мм (3,54 дюйм × 2,69 дюйм). Вихід 125 кВт (170 PS; 168 гальм. к. с.) ECE на 5500 обертів 240 Н⋅м (177 фунт⋅фут) крутного моменту при 4500 об/хв у всіх програмах, за винятком 2003-2005 W211 E-Class, де потужність зросла до 130 кВт (177 PS; 174 гальм. к. с.). Ступінь стиснення підвищено до 10,5:1.
Застосування:
- 2000–2005 W203 C 240
- 2000–2002 W210 E 240
- 2003–2005 W211 E 240
- 2002–2005 C209 CLK 240

## E28
Е28 — 2,8 л (2 799 см3) версія. Діаметр циліндра і хід поршня 89,9 мм × 73,5 мм (3,54 дюйм × 2,89 дюйм). Він виробляє 201 гальм. к. с. (150 кВт; 204 PS) (W220 S280, R129 SL280 і W210 E280) або 194 гальм. к. с. (145 кВт; 197 PS) (W202 C280) на 5700 об / хв і 270 Н⋅м (199 фунт⋅фут) крутного моменту від 3000 до 5000 об/хв. Ступінь стиснення 10,0:1.
- 1998–2000 W202 C 280
- 1998–2006 W220 S 280
- 1998–2001 R129 SL 280
- 1998–2002 W210 E 280

## E32
E32 — це 3,2 л (3 199 см3) версія. Діаметр циліндра залишається 89,9 мм (3,54 дюйм), але двигун розганяється до 84 мм (3,31 дюйм). Потужність 215-224 к.с. ECE на 5700 об/хв (залежно від моделі) з 315 Н⋅м (232 фунт⋅фут) крутного моменту при 3000-4800 об/хв. Ступінь стиснення 10,0:1. Він має ковані сталеві шатуни, що розриваються.
Застосування:
- 2000–2005 C 320
- 1998–2005 E 320
- 1997–2006 G 320
- 1998–2002 S 320
- 1998–2003 ML 320
- 1998–2001 SL 320
- 2000–2003 SLK 320
- 1998–2005 CLK 320
- 2003–2015 Viano 3.0/Vito 119 (W639)
- 2004–2008 Chrysler Crossfire

## E 32 ML

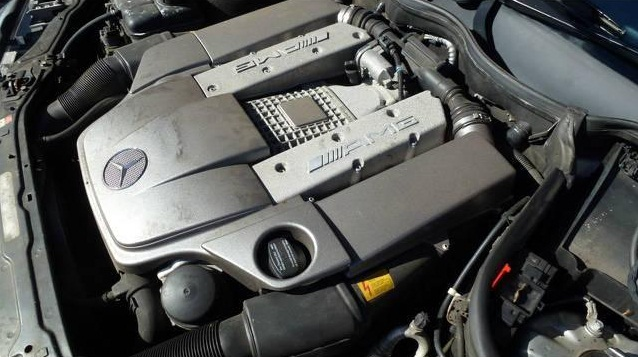
Наддувний двигун Mercedes-AMG C32/SLK32

E 32 ML є спеціальною версією 3,2 л (3 199 см3), оснащений спіральним двогвинтовим нагнітачем. Нагнітач був розроблений спільно з IHI та оснащений роторами з тефлоновим покриттям, що забезпечує загальне прискорення 14,5 psi (1,00 бар) із заводським 74-міліметровим шківом зі зчепленням. Водо-повітряний інтеркулер виробництва Garrett встановлено під нагнітачем в середині V, а теплообмінник об’ємом 0,8 л встановлений під бампером і працює від електричного водяної помпи. Вихід 260 кВт (354 PS; 349 гальм. к. с.) ECE на 6100 об/хв з 450 Н⋅м (332 фунт⋅фут) крутного моменту при 3000-4600 об/хв. Ступінь стиснення 9,0:1.
Застосування:
- 2001–2003 C 32 AMG
- 2001–2003 SLK 32 AMG
- 2002 A 32K AMG
- 2005–2006 Chrysler Crossfire SRT-6

## E37
Е37 — 3,7 л (3 724 см3) версія. Він зберіг хід поршня E32, але розточений до 97 мм (3,82 дюйм). Вихід від 173 до 180 кВт (235 до 245 PS; 232 до 241 гальм. к. с.) ECE на 5750 об/хв з 344 Н⋅м (254 фунт⋅фут) крутного моменту при 3000-4500 об/хв. Ступінь стиснення 10,0:1. 
Застосування:
- 2003–2005 ML 350
- 2003–2006 S 350
- 2003–2006 SL 350
- 2004–2008 V 350